# Robin Binsard
Robin Binsard est un avocat pénaliste français né le 10 décembre 1993.

## Biographie

### Enfance et formation
Fils d’un père actif dans le secteur immobilier et d’une mère travaillant dans la communication, Robin Binsard est scolarisé dans un lycée catholique accueillant des élèves précoces. Il poursuit ensuite des études de droit à l’Université Paris 2 Panthéon Assas, ainsi qu'à l’Université Paris 1 Panthéon-Sorbonne et à l’Université Paris-Dauphine, dont il est diplômé. Il obtient l’examen du barreau à l’âge de 21 ans. Il effectue ses premiers stages et collaborations auprès d’avocats pénalistes tels que Christian Saint-Palais et Jean-Yves Le Borgne. 

### Carrière professionnelle
Il rejoint le cabinet Vigo, puis fonde en 2018 son propre cabinet avec Guillaume Martine, Binsard Martine Associés, axé principalement sur le droit pénal général et le droit pénal des affaires,. 
Robin Binsard s’est intéressé aux dossiers liés à l’exploitation judiciaire des données issues du piratage des messageries chiffrée Sky et EncroChat par la gendarmerie nationale. Il développe une clientèle composée notamment de personnes poursuivies pour des affaires de grand banditisme et de trafic de stupéfiants. Il compte parmi ses clients le rappeur Mister You. Il a aussi été impliqué dans la défense d'entrepreneurs et d'élus poursuivis pour abus de bien sociaux, travail dissimulé, fraude fiscale ou blanchiment, et défend notamment Patrick Balkany,. Il compte parmi ses autres clients des opposants politiques africains tels que Guillaume Soro,, des Gilets jaunes ayant mis en scène la décapitation d’Emmanuel Macron, pour lesquels il a décroché un non-lieu, du président des jeunes Républicains Aurane Reihanian, accusé de viol, pour lequel il obtient également un non-lieu, et d'autres personnalités politiques ou publiques impliquées dans des dossiers d’infractions sexuelles. Il est l'un des avocats du président-directeur général de Telegram, Pavel Durov, de l’artiste Richard Orlinski ou encore de l’ancien ministre Damien Abad et de la présidente de la région Réunion, Huguette Bello.
Il condamne l’inefficacité des incarcérations de courte durée, plaidant en faveur d’une approche plus équilibrée de la politique pénale, et pour la multiplication des alternatives à la détention ainsi que la systématisation du recours au travail et aux études en prison comme vecteur de réinsertion,. Il milite aussi en faveur d’une sensibilisation, dès le lycée, à la présomption d’innocence.

## Distinctions
2023 : inclus dans le classement annuel des 30 personnalités de moins de 30 ans de Vanity Fair.